# Audrina
Audrina är en amerikansk realityshow som sänds på VH1 med premiär den 17 april 2011. I programmet får man följa Audrina Patridges vardag, Hollywood, livet och hennes familj. Audrina Patridge har tidigare medverkat i MTV:s realityserie The Hills tillsammans med Lauren Conrad, Heidi Montag, Whitney Port, Kristin Cavallari, Stephanie Pratt och Lo Bosworth.

## Skådespelare
| NAMN             | INFORMATION                                                     |
| ---------------- | --------------------------------------------------------------- |
| Audrina Patridge | Modell, skådespelare, stjärna från The Hills. Bor i Los Angeles |